# Масдар (город)
Ма́сдар (араб. مصدر‎ — дословно «источник», часто называемый также Ма́сдар-Си́ти) — проект будущего экогорода, расположенного в эмирате Абу-Даби Объединённых Арабских Эмиратов, строится в 17 километрах к юго-востоку от столицы страны, вблизи Международного аэропорта Абу-Даби.
Возведение города инициировано правительством столицы Абу-Даби. Созданный британской компанией «Фостер и партнёры» проект города носит название Инициатива Масдар и предполагает возведение первого в мире города, обеспечиваемого солнечной энергией, другими возобновляемыми источниками энергии и имеющего устойчивую экологическую среду с минимальными выбросами углекислого газа в атмосферу, а также системой полной переработки отходов городской деятельности.
Предполагается, что население города составит от 45 до 50 тыс. человек и ещё около 60 тыс. человек будут ежедневно приезжать в Масдар-Сити на работу.
К 2023 году в городе жило и работало 15 000 человек, но лишь треть была его постоянными жителями.

## Общая информация

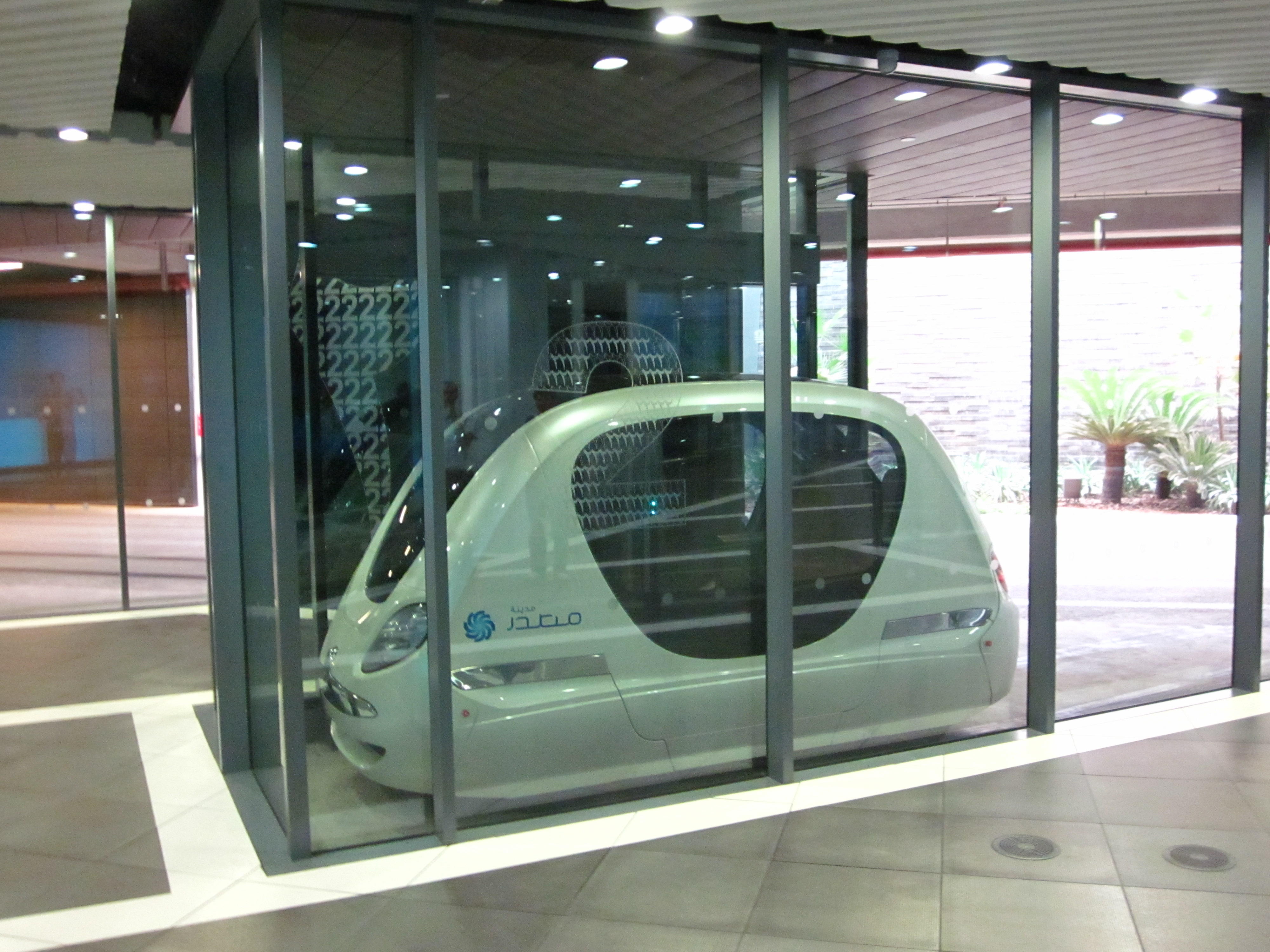
Персональный автоматический транспорт голландского производителя 2getthere

Населить город планируют учёными, работающими над высокотехнологичными зелёными проектами, и разного рода стартапами. Планируется более полутора тысяч предприятий и учреждений города, главным образом специализирующихся на разработках в области экологически чистых технологий, производства и реализации связанной с ними продукции и товаров широкого профиля
В городе будет запрещён автомобильный транспорт, все пассажирские перевозки планируется организовать посредством систем общего и персонального автоматического транспорта (около 3 тысяч такси компании «2getthere»). При этом узловые пункты сопряжения с транспортными сетями автодорог и железнодорожных магистралей будут вынесены за пределы города.
Проект Инициатива Масдар предполагает строительство высокой стены вокруг всей городской зоны в целях его защиты от горячего пустынного ветра. Отсутствие же автотранспорта позволит разбить городскую зону на множество тенистых улочек, по которым постоянно будет гулять лёгкий прохладный бриз.
В городе будет функционировать новый Масдарский институт науки и технологий (англ. Masdar Institute of Science and Technology, MIST), работа которого будет тесно связана с Массачусетским технологическим институтом.
Общий бюджет Инициативы Масдар определён в 22 млрд долларов США, из них 15 млрд финансируется властями эмирата Абу-Даби.
Генеральным подрячиком выступает компания «Abu Dhabi Future Energy Company» (ADFEC), являющаяся дочерним подразделением государственной корпорации «Mubadala Development Company»

## История
Проект был запущен в 2006 году, рассчитан на восемь лет и состоит из нескольких этапов.
Первая фаза строительства завершается в конце 2009 года сдачей в эксплуатацию жилых и офисных помещений.
Однако на протяжении строительства возник ряд проблем, главной из которых был экономический кризис. 